# Andrés Guglielminpietro
Andrés Guglielminpietro, né le 10 avril 1974 à San Nicolás de los Arroyos (Argentine), est un  footballeur argentin, qui évoluait au poste de milieu de terrain au GyE La Plata, à l'AC Milan, à l'Inter Milan, au Bologne FC, à Boca Juniors, à l'Al Nasr Dubaï ainsi qu'en équipe d'Argentine.
Guglielminpietro ne marque aucun but lors de ses six sélections avec l'équipe d'Argentine en 1999. Il participe à la Copa América en 1999 avec l'équipe d'Argentine.

## Carrière
- 1994-1998 :  GyE La Plata
- 1998-2001 :  AC Milan
- 2001-2003 :  Inter Milan
- 2003-2004 :  Bologne FC
- 2004-2005 :  Boca Juniors
- 2005-2006 :  Al Nasr Dubaï
- 2006-2007 :  GyE La Plata [2]

## Palmarès

### En équipe nationale
- 6 sélections et 0 but avec l'équipe d'Argentine en 1999
- Quart-de-finaliste de la Copa América en 1999

### Avec le Milan AC
- Vainqueur du Championnat d'Italie en 1999

### Avec Boca Juniors
- Vainqueur de la Copa Sudamericana en 2004